# FreeFem++
FreeFem++ est un logiciel Open Source permettant de résoudre numériquement des équations différentielles par éléments finis. Il possède son propre langage de script, inspiré du C++, pour décrire le type de problème différentiel, les équations aux dérivées partielles et les conditions initiales et aux limites. Il peut ainsi résoudre des problèmes dits multi-physiques, présentant des non-linéarités, en bi- comme en tri-dimensionnel, sur des maillages pouvant aller au million de nœuds (ordinateur de calcul standard) jusqu'à quelques milliards de nœuds (gros système multi-processeurs dédié au calcul).

## Histoire
La première version a été créée en 1987 par Olivier Pironneau, nommée MacFem; PCFem émergea peu après. Les deux étaient écrits en Pascal. En 1992, il fut complètement réécrit en C++ et nommé FreeFem. Les versions suivantes, FreeFem+ (1996) et FreeFem++ (1998) utilisent aussi le C++. 1999
FreeFem 3d (1999) est la première version tri-dimensionnelle.
En 2008, sort la version 3, nommée FreeFem++, avec une réécriture du noyau de calcul par les éléments finis, permettant la prise en compte des cas multidimensionnels de 1 à 3 D.